# I bimbi di nessuno
I bimbi di nessuno è un film italiano del 1918. Si tratta del secondo di una serie di quattro lungometraggi tratti dal romanzo Fernanda di Carlo Dadone, una delle prime serialità cinematografiche italiane, che prende il titolo generale de Il Mistero dei Montfleury, lo stesso della prima parte del romanzo del Dadone. Il ruolo di Biribì, il monello ardito e spericolato più volte inserito dall'autore nei propri romanzi, è ricoperto da Paola Pezzaglia, non nuova all'interpretazione di personaggi maschili, anche in teatro.

## Trama
Parigi. Un bimbo vaga per la tentacolare città chiedendo l'elemosina, schiavo di uomini malvagi pronti a picchiarlo se non porterà abbastanza denaro. Come lui tanti altri bambini senza casa. Intanto Fernanda e Tullio, salvati da Biribì, hanno ritrovato la serenità, e vivono ore felici nel loro rifugio, ignari della terribile sorte a loro destinata: la morte. Infatti Robin, lo zingaro gigante, ha promesso alla marchesa di Montfleury di spargere il loro sangue. Ma Biribì, l'audace monello, non dimentico delle ferite infertegli da quel bruto, ha giurato di fare giustizia, così, attraverso il piccolo accattone, riesce a introdursi presso l'infame incettatore di fanciulli, e in una ricerca nei luoghi più malfamati di Parigi, alla fine trova l'erculeo Robin convincendolo a passare dalla parte dei giusti. Robin giura di redimersi e di perseguire solo la giustizia insieme a Biribì, ma la sua tribù lo condanna a morte per tradimento. Pensa anche a questo il fantastico monello, vero eroe del film, che salva il gigante, libera i poveri bimbi sfruttati e punisce i loro persecutori.